# محمد عبد الرحيم المسلوب
محمد عبد الرحيم المسلوب (قنا 1793 - 13 يوليو 1928)، موسيقي مصري. كانت حياة المسلوب حافلة بالفن والأستاذية في اللحن والغناء بل وفي العلوم الدينية وكذلك خفة الدم والدعابة البريئة إلى جانب تجارته في بيع الأسماك. والده قد سمى عبد الرحيم تيمناً بسيدي عبد الرحيم القناوي. حضر الشيخ عبد الرحيم إلى القاهرة ودرس في الأزهر الشريف وتخرج فيه ثم عكف على دراسة الموسيقى. تتلمذ على يديه عدد من الموسيقيين المصريين ذوي الشأن عبده الحامولي ومحمد عثمان.
لا يعرف تاريخ ميلاده على وجه الدقة، فبعض الكتابات تقول أنه ولد أواخر عهد المماليك، وتحديدا في إمارة ”البرديسي بك“ وأنه عاش إلى عام 1928 . وحدد بعضهم عام ميلاده بـ 1794 ، وتاريخ وفاته في 13 يوليو 1927. إن بعض الباحثين يشككون في دقة هذه التواريخ، لاسيما تاريخ الميلاد، لكنهم متفقون جميعا على طول عمره، وأنه عاش قرنا من الزمان على الأقل.